# Magyar (Négyes)
Pour les articles homonymes, voir Magyar.
La magyar (« hongroise ») ou négyes (« à quatre ») est une danse hongroise traditionnelle qui se rencontre principalement en Transylvanie et se danse à quatre : soit quatre femmes, soit deux couples.
L'un des négyes les plus célèbres est celui de Szék (Sic en roumain), village du centre de la Transylvanie (Roumanie).